# Anders Jeffner
Bror Anders Göran Jeffner, född 15 december 1934 i Örebro, är en svensk teolog. 
Jeffner blev teologie kandidat 1958, filosofie magister 1959, teologie licentiat 1962, teologie doktor vid Uppsala universitet 1966 på avhandlingen Butler and Hume on Religion: A Comparative Analysis samt genomgick praktisk lärarutbildning vid lärarhögskola 1968. Han blev teologie jubeldoktor 2016. var docent i religionsfilosofi och etik vid Uppsala universitet 1966–75, universitetslektor i religionskunskap där 1975–76, professor i tros- och livsåskådningsvetenskap där från 1976 (emeritus 2000) samt dekanus 1983–87. Han prästvigdes 1959. Han är ledamot av Vetenskapssamhället i Uppsala samt Vitterhets-, Historie- och Antikvitetsakademien. Han har författat böcker och uppsatser inom filosofi, religionsfilosofi, etik samt tros- och livsåskådningsvetenskap.